# Мышца, опускающая угол рта
Мышца, опускающая угол рта (лат. Musculus depressor anguli oris) начинается широким основанием от передней поверхности нижней челюсти, ниже подбородочного отверстия. Направляясь вверх, мышца суживается, достигает угла рта, где часть её пучков вплетается в кожу угла рта, а часть — в толщу верхней губы и мышцу, поднимающую угол рта.

## Функция
Тянет к низу угол рта и делает носогубную складку прямолинейной. Опускание углов рта придаёт лицу выражение печали